# Laurence Hall
Laurence Hall (sinh ngày 26 tháng 3 năm 1984) là một cựu cầu thủ bóng đá người Anh thi đấu cho Stoke City.

## Sự nghiệp
Hall sinh ra ở Nottingham và bắt đầu sự nghiệp cùng với Stoke City. Ông có màn ra mắt ngày 16 tháng 10 năm 2001 trong trận đấu tại Football League Trophy trước Blackpool. Stoke bao gồm nhiều cầu thủ ở học viện trong trận đấu tại Bloomfield Road bao gồm Kris Commons, Karl Henry, Lewis Neal, Andy Wilkinson và Brian Wilson. Phát biểu trong màn ra mắt Hall mô tả nó như là một "trải nghiệm hài lòng". — "Trận đấu ở Football League Trophy với Blackpool là trận đấu hài lòng nhất của tôi. Chúng tôi bị dẫn 3–0 và thua 3–2, nhưng chúng tôi đã có thể giành chiến thắng". Anh được giải phóng vào tháng 5 năm 2004.

## Thống kê sự nghiệp
| Câu lạc bộ          | Mùa giải            | Giải vô địch        | Giải vô địch | Giải vô địch | Cúp FA  | Cúp FA    | Cúp Liên đoàn | Cúp Liên đoàn | Giải vô địch Trophy | Giải vô địch Trophy | Tổng    | Tổng      |
| Câu lạc bộ          | Mùa giải            | Hạng đấu            | Số trận      | Bàn thắng    | Số trận | Bàn thắng | Số trận       | Bàn thắng     | Số trận             | Bàn thắng           | Số trận | Bàn thắng |
| ------------------- | ------------------- | ------------------- | ------------ | ------------ | ------- | --------- | ------------- | ------------- | ------------------- | ------------------- | ------- | --------- |
| Stoke City          | 2001–02             | Second Division     | 0            | 0            | 0       | 0         | 0             | 0             | 1                   | 0                   | 1       | 0         |
| Stoke City          | 2002–03             | First Division      | 0            | 0            | 0       | 0         | 0             | 0             | 0                   | 0                   | 0       | 0         |
| Stoke City          | 2003–04             | First Division      | 0            | 0            | 0       | 0         | 0             | 0             | 0                   | 0                   | 0       | 0         |
| Tổng cộng sự nghiệp | Tổng cộng sự nghiệp | Tổng cộng sự nghiệp | 0            | 0            | 0       | 0         | 0             | 0             | 1                   | 0                   | 1       | 0         |